# Daniel Huybrechts
Daniel Huybrechts (né le 9 novembre 1966) est un mathématicien allemand, spécialisé dans la géométrie algébrique.

## Éducation et carrière
Huybrechts étudie les mathématiques à partir de 1985 à l'université Humboldt de Berlin. Huybrecht étudie ensuite à l'Institut Max-Planck à Bonn, où il obtient son doctorat en 1992 sous la direction d'Herbert Kurke avec le titre Stabile Vektorbündel auf algebraischen Flächen. Tjurins Methode zum Studium der Geometrie der Modulräume. Lors de l'année scolaire 1994-1995, il est à l'Institute for Advanced Study et en 1996, à l'IHES. En 1996, il est assistant de recherche à l'université de Essen, où, en 1998, il obtient son habilitation à diriger des recherches. En 1997-1998, il est à l'École normale supérieure. Il est professeur de 1998 à 2002 à l'université de Cologne, et de 2002 à 2005 au Centre de mathématiques Laurent-Schwartz de l'École polytechnique (chargé de cours) et, simultanément, à l'université Paris-VII. Depuis 2005, il est professeur à l'université de Bonn.
Huybrechts fait des recherches sur les surfaces K3 et leurs analogues en dimension supérieure (variétés compactes hyperkähleriennes) et les espaces de modules de faisceaux sur les variétés.
En 2010, il a été conférencier invité au Congrès international des mathématiciens à Hyderabad et a donné un exposé intitulé Hyperkähler Manifolds and Sheaves.

## Sélection de publications
- Fourier-Mukai transforms in Algebraic Geometry, Oxford Mathématique Monographies, 2006
- Complex geometry - an introduction, Springer, Universitext, 2004
- avec Stefan Schröer: « The Brauer group of analytic K3 surfaces », International Mathematics Research Notices, no no. 50,‎ 2003, p. 2687–2698 (lire en ligne)
- avec Dominic Joyce, Mark Brut: Calabi-Yau manifolds and related geometries, Springer, 2002.
- avec Manfred Lehn: The geometry of moduli spaces of sheaves, Vieweg, Aspects des mathématiques, de 1997, 2nd edition, Cambridge University Press, 2010 (lire en ligne)
- « Compact hyper-Kähler manifolds: basic results », Invent. Math., vol. 135, no 1,‎ 1999, p. 63–113 (DOI 10.1007/s002220050280) arxiv.org preprint